# Club de Accionariado Popular Ciudad de Murcia (femenino)
El Club de Accionariado Popular Ciudad de Murcia Femenino es la sección de futbol femenino del  club de fútbol de la ciudad de Murcia que milita, actualmente, en la Primera Nacional Femenina de España.

## Historia
El equipo femenino del CAP Ciudad de Murcia compite por primera vez en la temporada 2016/2017 en Liga Autonómica de la Región de Murcia. Termina en puestos de playoffs, pero no consigue ascender. 
La temporada 2017/2018, consigue el primer puesto, proclamándose así campeonas de Liga Autonómica y consiguiendo el ascenso directo a Segunda División, tras ganar a domicilio, y a falta de dos jornadas, al Muleño Féminas por 1-3.
En segunda división el club estrena su casillero goleador con un tanto de Lidia Contreras ante el Mislata en el José Barnés. Compite durante dos temporadas en Segunda División, hasta la reestructuración de esta y la creación de la Primera Nacional, donde desciende esa temporada a Preferente Regional. 
Una sóla temporada y el equipo regresa a categoría nacional, ahora denominada 3ªRFEF. La temporada comienza muy bien y el equipo acaba la primera vuelta mirando a la cabeza pero una segunda vuelta negra acaba condenando al descenso en Alicante en la última jornada y vuelta a Preferente.
La temporada 2023-24 en Preferente Autonómica es un mero trámite y el equipo acaba invicto salvo una derrota en la última jornada siendo ya equipo de 3ªRFEF. Además es campeón de la 1ª Supercopa Territorial Murciana, haciendo doblete en una temporada. 
Para la 2024-25 se compite de nuevo en categoría nacional pero ahora denominada 3ªRFEF Fútbol Femenino. Un año muy dificil en el que se enfrenta a equipos de la talla de Betis, Sevilla, Granada o Cádiz, el equipo cumple el trámite y acaba la temporada sin pasar apuros, pero supone el final de la etapa de Jessy Tébar en el banquillo tras 6 temporadas dirigiendo a las rojinegras
Para la siguiente temporada la categoría sufre una reestructuración para asemejarse a la 3ª RFEF masculina, dependiendo de la FFRM pese a ser una categoría nacional y disputándose únicamente con equipos pertenecientes a esta. Nano, procedente del Archena FC, sería el encargado de dirigir al equipo en esta nueva etapa

## Escudo
El CAP Ciudad de Murcia utiliza el mismo escudo del desaparecido Club de Fútbol Ciudad de Murcia. El escudo tiene forma de corazón, como el que está presente en el escudo de la ciudad de Murcia y está dividido en dos. La parte izquierda es de color rojo y contiene siete coronas, presentes en la bandera de la Región de Murcia. La parte derecha es de color negro y en ella aparece el contorno de la catedral de Murcia en color dorado. En la parte superior aparece un balón de fútbol y rodeando éste el nombre del equipo en letras doradas.

## Uniforme
- Uniforme titular: Camiseta roja y negra, pantalón negro, medias negras.

## Estadio
El CAP Ciudad de Murcia (femenino) juega en el Estadio José Barnés. Tiene una capacidad para 2.500 personas. Fue el estadio del desaparecido Club de Fútbol Ciudad de Murcia B. 

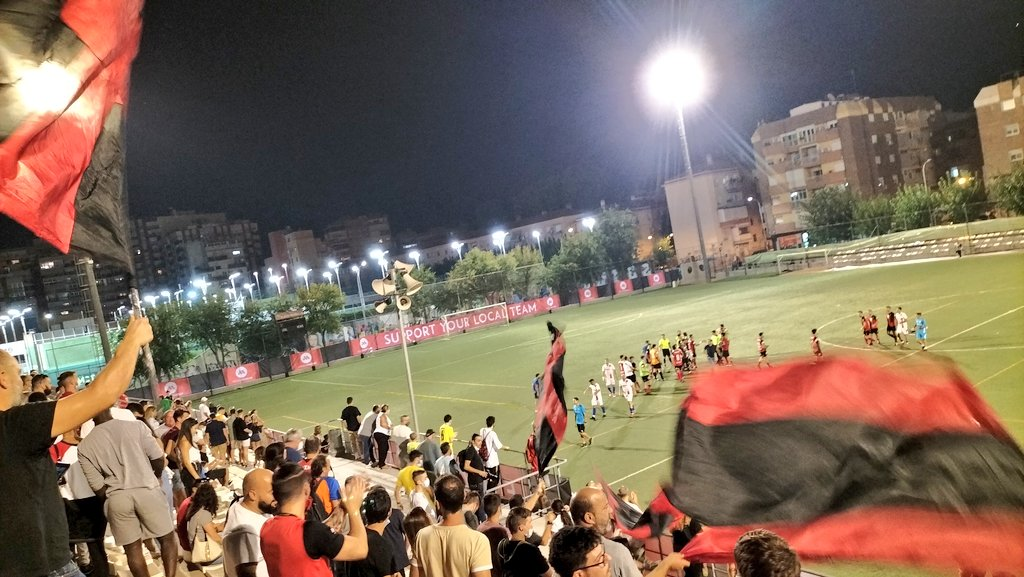
Panorámica del estadio municipal José Barnés durante un partido del CAP Ciudad de Murcia como local

## Datos del club
- Temporadas en Primera División: 0
- Temporadas en Segunda División: 2
- Temporadas en Primera Nacional: 1
- Temporadas en 3ª RFEF: 3
- Temporadas en Preferente femenina: 4
- Mejor puesto en Liga: -° en Primera Nacional (Temporada 2020/21)
- Jugadora con más goles anotados: Alba Gil (82)

### Trayectoria histórica
| \| Temporada \| Categoría \| Posición \| Copa de la Reina \| Supercopa FFRM \| \| --------- \| --------------------- \| ------------ \| ---------------- \| -------------- \| \| 2016/17 \| Autonómica Preferente \| 2º \| No participó \| No participó \| \| 2017/18 \| Autonómica Preferente \| Campeón \| No participó \| No participó \| \| 2018/19 \| Segunda División \| 13º \| No participó \| No participó \| \| 2019/20 \| Segunda División \| Parón COVID \| No participó \| No participó \| \| 2020/21 \| Primera Nacional \| Descenso \| No participó \| No participó \| \| 2021/22 \| Autonómica Preferente \| - \| No participó \| No participó \| \| 2022/23 \| 3ª RFEF \| 14º \| No participó \| No participó \| \| 2023/24 \| Autonómica Preferente \| Campeón \| No participó \| Campeón \| \| 2024/25 \| 3ª RFEF \| 11º \| No participó \| No participó \| \| 2024/25 \| 3ª RFEF \| Por Disputar \| Por Disputar \| Por Disputar \| *La temporada 2019-20 fue suspendida por la pandemia mundial de COVID-19 |                       |              |                  |                |
| Temporada | Categoría             | Posición     | Copa de la Reina | Supercopa FFRM |
| 2016/17 | Autonómica Preferente | 2º           | No participó     | No participó   |
| 2017/18 | Autonómica Preferente | Campeón      | No participó     | No participó   |
| 2018/19 | Segunda División      | 13º          | No participó     | No participó   |
| 2019/20 | Segunda División      | Parón COVID  | No participó     | No participó   |
| 2020/21 | Primera Nacional      | Descenso     | No participó     | No participó   |
| 2021/22 | Autonómica Preferente | -            | No participó     | No participó   |
| 2022/23 | 3ª RFEF               | 14º          | No participó     | No participó   |
| 2023/24 | Autonómica Preferente | Campeón      | No participó     | Campeón        |
| 2024/25 | 3ª RFEF               | 11º          | No participó     | No participó   |
| 2024/25 | 3ª RFEF               | Por Disputar | Por Disputar     | Por Disputar   |

### Trayectoria
| Desde la fundación del club hasta la actualidad |

## Jugadoras

### Jugadoras con más goles
Alba Gil - 82 goles
Lidia Contreras Carbonell - 79 goles